# 天川由記子
天川 由記子（あまかわ ゆきこ、1958年（昭和33年）12月3日 - ）は、日本の政治学者。現在、国際関係学研究所所長。

## 略歴

### 若年・学生時代
東京都生まれ、アメリカ育ち。上智大学外国語学部比較文化学科卒業。アメリカに通算で13年、その他、オーストラリア、イギリス、フランスにそれぞれ居住したことがある。上智大学在籍中から同時通訳として通訳を務める。
大学3年次に、アメリカのミズーリ大学コロンビア校大学院政治学部に留学し、政治学修士号取得。25歳で大学院を修了し、日本へ帰国。

### キャスター
帰国後、NHKの中途採用で、専属キャスターになる。NHKがはじめた衛星放送の初代キャスターで、株式情報番組を担当した。
その後、テレビ東京に社員アナウンサーとして移籍。テレ東でも、報道番組を担当。

### 学界への転身
35歳のとき、知人に請われて、水戸短期大学助教授に転身。その後、帝京大学短期大学准教授、東京福祉大学教授を歴任した。

### 参院選出馬
1993年の自由民主党分裂、細川連立政権の発足による55年体制崩壊後、武村正義の誘いで新党さきがけから1995年の参院選に出馬するも、落選。

### 高木ブーとの交際
2009年4月1日の夕刊フジに、「高木ブーが天川と結婚したい」と発言し、記事になったことで、ふたりの交際が明らかになった。一方の天川は、4月1日付けの夕刊フジに掲載された記事によると、結婚や入籍にはひとこともふれず、あくまで結婚を視野にいれたよい交際をしていることを認めたにすぎない。
翌4月2日の産経ニュースでは、高木ブーとの関係について「結婚を視野に入れたとてもよい大人のお付き合いをさせていただいています」と本人公式ブログの内容を一部引用した上で紹介された。同年3月に高木ブーの自宅にて娘を交えた3人で話し合いの場を設けたこと、弁護士を交えて生前遺言の作成を行ったことも報じられている。

## 家族
父は国際政治学者・評論家の天川勇。

## 翻訳
- ボーイ・デ・メンテ『日本化するアメリカ :米国人が初めて書いた 米全土でどこまで進んでいるか』蓬田利文共訳 中経出版 1986

## 主張
- 選択的夫婦別姓制度導入に賛同する。「事情があって別姓にしたい人には、その選択権を許すくらいの寛容な態度でよいのではないですか？なにも、法律でがんじがらめに夫婦は姓が一致してこそ夫婦と形だけの縛りをかける必要はない」と述べる[4]。